# Tambaú
Tambaú é um município brasileiro do estado de São Paulo, que faz parte da Região Metropolitana de Ribeirão Preto (RMRP). Sua população estimada em 2024 era de 21.682 habitantes. O município é formado somente pelo distrito sede, que inclui o povoado de São Pedro dos Morrinhos.

## Topônimo
"Tambaú" é proveniente do termo da língua geral meridional tambá'y, que significa "rio das conchas" (tambá, concha bivalve e 'y, rio).

## História
Tambaú foi fundada em 27 de julho de 1886, na condição de povoado. Em 1892, foi elevada a distrito de paz. Adquiriu a condição de município em 20 de agosto de 1898, desmembrando-se do município de Casa Branca. Nessa época, a grande riqueza do município era a cafeicultura.

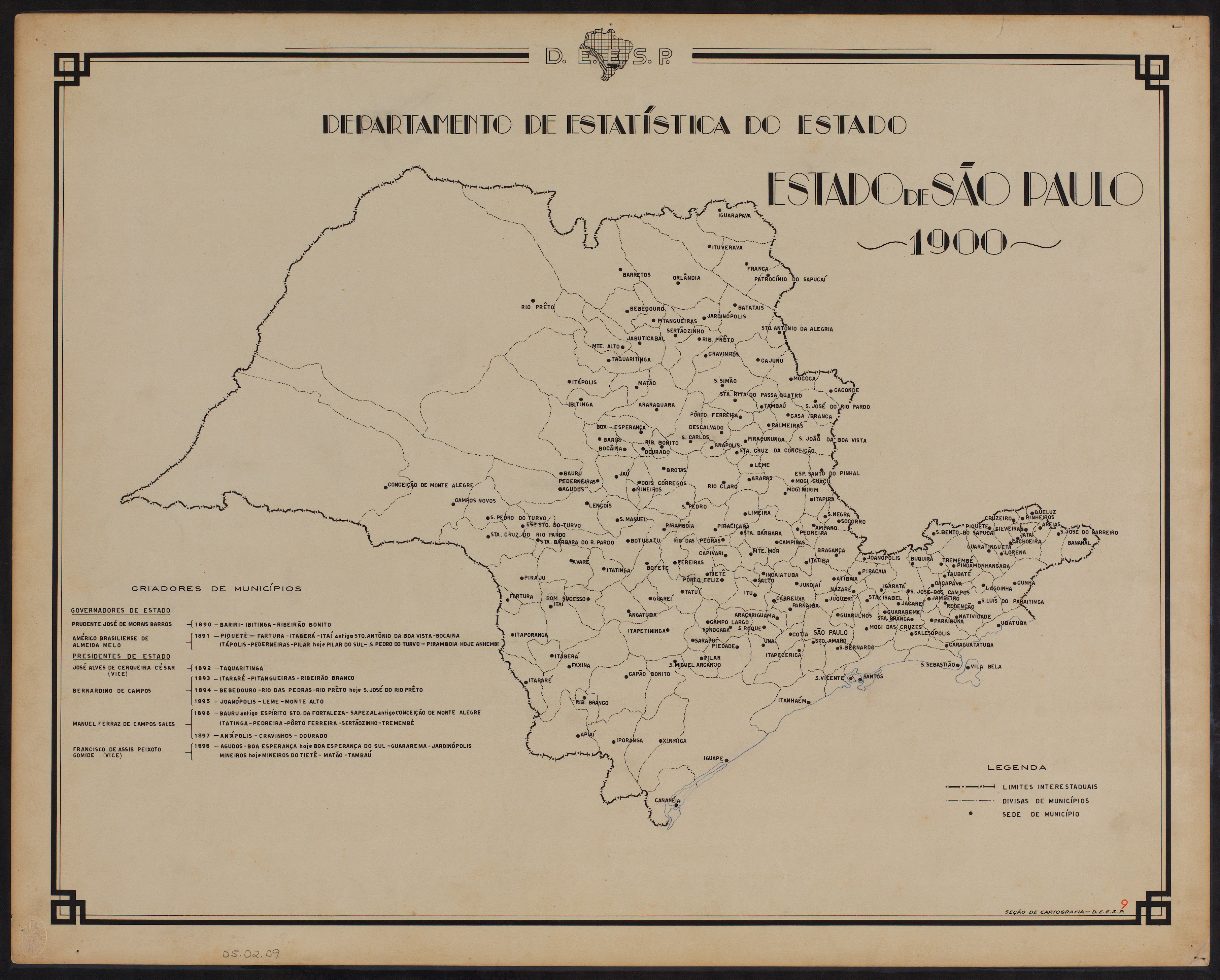
Estado de São Paulo (1900).

No início do século XX, o município recebeu grandes contingentes de imigrantes italianos, portugueses, espanhóis e sírio-libaneses. A partir de então, desenvolveu-se a indústria da cerâmica na cidade. Na década de 1950, o padre Donizetti Tavares de Lima ganhou fama de milagreiro, atraindo muitos romeiros à cidade.

## Geografia
Localiza-se a uma latitude 21º42'18" sul e a uma longitude 47º16'28" oeste, estando a uma altitude de 698 metros. Sua área territorial é de 561,788 km².

### Clima
Clima Tropical Semiúmido.

### Bioma
Cerrado e Mata Atlântica.

### Topografia
Ondulada.

### Hidrografia
- Rio Tambaú
- Bacia do Rio Pardo

### Rodovias
- Rodovia Anhanguera
- SP-332

### Ferrovias
- Variante Lagoa-Tambaú da antiga Companhia Mogiana de Estradas de Ferro[10]
- Variante Tambaú-Bento Quirino da antiga Companhia Mogiana de Estradas de Ferro.[11]

## Demografia

### População
| Crescimento populacional                             | Crescimento populacional | Crescimento populacional | Crescimento populacional |
| Ano                                                  | População Total          |                          | %±                       |
| ---------------------------------------------------- | ------------------------ | ------------------------ | ------------------------ |
| 1900                                                 | 5 773                    |                          | —                        |
| 1910                                                 | 9 033                    |                          | 56,5%                    |
| 1920                                                 | 10 711                   |                          | 18,6%                    |
| 1925                                                 | 12 411                   |                          | 15,9%                    |
| 1934                                                 | 10 814                   |                          | −12,9%                   |
| 1937                                                 | 11 561                   |                          | 6,9%                     |
| 1940                                                 | 10 122                   |                          | −12,4%                   |
| 1946                                                 | 10 865                   |                          | 7,3%                     |
| 1950                                                 | 10 675                   |                          | −1,7%                    |
| 1958                                                 | 10 974                   |                          | 2,8%                     |
| 1960                                                 | 11 141                   |                          | 1,5%                     |
| 1970                                                 | 12 201                   |                          | 9,5%                     |
| 1980                                                 | 15 447                   |                          | 26,6%                    |
| 1991                                                 | 19 857                   |                          | 28,5%                    |
| 2000                                                 | 22 258                   |                          | 12,1%                    |
| 2010                                                 | 22 406                   |                          | 0,7%                     |
| 2022                                                 | 21 435                   |                          | −4,3%                    |
| Est. 2024                                            | 21 682                   | [ 12 ]                   | 1,2%                     |
| Fontes: Censos Demográficos IBGE e Estimativas SEADE |                          |                          |                          |

## Política e administração
- Prefeito(a):  Leonardo Teixeira Spiga Real (2021/2024)
- Vice-prefeito(a): José Guilherme Torrens de Camargo (2021/2024)
- Presidente da câmara: Emerson Fausto Donizetti de Souza ( 2021/2022 )

## Economia
Agropecuária, metalmecânica, cerâmica vermelha estrutural, cerâmica branca, cerâmica artística, turismo (religioso e rural).
As principais empresas que atuam na cidade são (A-Z): Atlas Pastilhas, Banco do Brasil, Bradesco, Caixa Economica Federal, Cerâmica Lepri, Cerâmica Mazza, Nina Martinelli Produtos Ceramicos, Santander, Shell Combustíveis e Unibanco.

## Infraestrutura

### Comunicações
O sistema de telefones automáticos foi inaugurado na cidade em 1967 pela Cia. Telefônica Média Mogiana. Já o sistema de discagem direta à distância (DDD) foi implantado em 1980 pela Telecomunicações de São Paulo (TELESP) com o código de área (0196).
Na década de 90 o código DDD da cidade foi alterado para (019), para padronização do sistema telefônico com a telefonia celular que estava sendo implantada em todo o estado.

### Educação
A rede municipal de ensino é composta:

#### Escolas
- EMEI Maestro Vittorio Barbin - educação infantil
- EMEIF Professora Djanira Félix Bomfim Bacci - educação infantil e fundamental (1º ao 5º ano)
- EMEIF Inspetor Escolar Pedro Mazza - educação infantil e fundamental (1º ao 5º ano)
- EMEIF Professora Zelinda de Sordi Sobreira - educação infantil e fundamental (1º ao 5º ano)
- EMEIF Vereador Primo Tessarini Neto - educação infantil e fundamental (1º ao 5º ano)
- EMEF Alfredo Guedes - ensino fundamental (1º ao 5º ano)
- CET Objetivo - Educação Infantil, Fundamental (Ciclo I e II) e Ensino Médio
- Centro Educacional SESI-370 - Educação Infantil , Fundamental (Básico ao 5ºano- 5ª a 8ª serie)e Ensino Médio
- EMEF Antonio Dias Paschoal - ensino fundamental (5ª a 8ª serie)
- Colégio Arco Íris COC (Berçário ao 9º ano)
- EMEF Carmen Mendes Carvalho - ensino fundamental(5ª a 8ª serie) e ensino médio(1º,2ºe 3º colegial)
- EMEF Padre Donizetti Tavares de Lima - ensino fundamental(5ª a 8ª serie) e ensino médio(1º,2ºe 3º colegial)
- ESCOLA SESI Joelmir Beting - Rede privada

#### CMEIs
- CMEI Neide Morandim Celestino
- CMEI Yolanda Gandolfi Pereira
- CMEI Isaura Cerquetani Ricciardi
- CMEI Maria Ap. Bortolin da Silva
- CMEI Latifi Ristum Salum Ferreira
- CMEI Maria de Lourdes Neves Barbin

### Saneamento

#### Crise hídrica de 2014
Em 19 de agosto de 2014, a Prefeitura de Tambaú declarou estado de calamidade pública no município devido à necessidade de interrupção por 48 horas no fornecimento de água para a população. A medida teve, por objetivo, agilizar a liberação de verbas estaduais e federais que permitissem melhorar o abastecimento da população.

## Cultura e lazer

### Feriados municipais
- 20 de agosto - aniversário da cidade
- 16 de junho - aniversário de morte do padre Donizetti Tavares de Lima

## Pessoas ilustres
- Joelmir Beting - Jornalista e sociólogo brasileiro.
- Nelson Biasoli - Compositor reconhecido mundialmente, recordista mundial na criação de hinos.
- Padre Donizetti Tavares de Lima - Pároco local, tinha fama de "milagreiro". Não nasceu em Tambaú, mas ganhou fama e faleceu no município.
- Francisco Luiz Lepri - Ex-presidente da Associação comercial de Tambaú e fundador da Mazza Cerâmicas (antiga Lepri Oficina Cerâmica)

## Religião
O Cristianismo se faz presente na cidade da seguinte forma:

### Igreja Católica
O município pertence à Diocese de São João da Boa Vista.

### Igrejas Evangélicas
Entre as igrejas protestantes históricas, pentecostais e neopentecostais, encontram-se na cidade:
- Assembleia de Deus Ministério do Belém.[26][27]
- Congregação Cristã no Brasil.[28]